# Interregno inglés
El interregno inglés corresponde al periodo de gobierno de la Mancomunidad de Inglaterra que tuvo lugar después de la guerra civil inglesa y que estuvo bajo el mando de militares y parlamentarios. Comenzó en enero de 1649 con el regicidio de Carlos I de Inglaterra y finalizó en 1660 con la restauración al poder de Carlos II de Inglaterra. De hecho, esta era puede dividirse en cuatro periodos, los cuales son:
- 1649 – 1653: Primer periodo de la Mancomunidad de Inglaterra
- 1653 – 1658: El Protectorado bajo el mando de Oliver Cromwell
- 1658 – 1659: El Protectorado bajo el mando de Richard Cromwell
- 1659 – 1660: Segundo periodo de la Mancomunidad de Inglaterra

## Vida durante el interregno
Después de la victoria parlamentaria en la Guerra civil se impuso en el resto del país la visión puritana de la mayoría de los miembros del Parlamento y de sus partidarios. Los puritanos abogaban por una vida austera y restringían los excesos del antiguo régimen. La práctica de festividades como la Navidad y las Pascuas fueron suprimidas del calendario porque se consideraba que tenían un origen pagano. También se prohibieron algunos pasatiempos como el teatro y las apuestas. Sin embargo otras manifestaciones artísticas fueron apoyadas, como es el caso de la opera, debido a que se les consideraba actividades virtuosas. Generalmente estos cambios han sido asociados a Oliver Cromwell, a pesar de que fueron originalmente introducidos por el Parlamento de la mancomunidad. Tal es así, que cuando Cromwell subió al poder ejerció una influencia liberalizadora.
Su hijo y sucesor Richard Cromwell, sin dudar renunció y abdicó a su cargo de Lord Protector después de que se le impusiese una demanda por parte del Parlamento Rabadilla. Este hecho dio inicio a un corto periodo de restauración de la mancomunidad inglesa.

## Judíos en Inglaterra
En 1655, el rabino Menasseh Ben Israel se reunió con Oliver Cromwell para dialogar sobre la readmisión de los judíos en Inglaterra. Cromwell no estuvo de acuerdo con todos los derechos y demandas solicitadas por Ben Israel; sin embargo bajo su protectorado se toleró el establecimiento de sinagogas y cementerios judíos. En esa época la práctica del judaísmo en Inglaterra no se realizaba abiertamente debido a que había algunas hostilidades contra los judíos y las decisiones realizadas por Cromwell habían sido en cierto modo controvertidas. A pesar de que la discriminación contra los judíos establecidos en Inglaterra continuó por varios años, las condiciones de vida de este grupo mejoraron en el interregno ya que no podían ser procesados si se les encontraba practicando su religión.

## Irlanda
Bajo el gobierno de Cromwell la vida se volvió cada vez más difícil para los irlandeses y también para los ingleses católicos establecidos en Irlanda. De hecho, hasta hoy en día la figura de Cromwell ha generado controversia en Irlanda, algunos individuos lo consideran un villano. En agosto de 1649 Cromwell inició su violenta campaña en Irlanda, a pesar de que abandonó la isla en mayo de 1650, la incursión se extendió hasta 1653. Los efectos de la cruzada asolaron a la población católica de Irlanda, aproximadamente un tercio de dicha población fue asesinada o exiliada por la guerra. La hambruna y la peste causaron el mayor número de muertes, y fueron ocasionadas principalmente por las tácticas de tierra quemada utilizadas por el ejército parlamentario. Algunos prisioneros de guerra irlandeses fueron vendidos como indentured laborers (obreros bajo contrato) en las Indias Occidentales. La clase terrateniente católica fue expropiada de forma masiva. Miles de soldados del nuevo ejército modelo junto con los acreedores del parlamento se establecieron en las tierras irlandesas que habían sido confiscadas. Sin embargo, aquellos terratenientes católicos que fueron juzgados inocentes de la rebelión contra el Parlamento, pero que aun así no habían demostrado un afecto constante, se les confiscó las tierras y fueron forzados a restablecerse en Connacht, una ubicación que poseía una tierra más pobre para la agricultura.
La práctica del catolicismo fue prohibida y muchos de los nuevos colonos (que en su mayoría eran soldados) establecieron comunidades religiosas disidentes como los cuáqueros o los bautistas, las cuales estaban bajo la protección de las fuerzas parlamentarias. Durante el interregno la comunidad escocesa presbiteriana también estuvo en desventaja, ya que la mayoría de sus integrantes habían firmado el Solemn League and Covenant (Liga y Pacto solemne) y habían luchado contra el Parlamento junto al resto de escoceses en la tercera guerra civil inglesa (1649-50). Las decisiones de Charles Fleetwood, comandante parlamentario de Irlanda durante 1652 a 1655, hacia los católicos, presbiterianos y los ingleses protestantes (establecidos en Irlanda antes de la guerra y que ahora estaban a expensas de los nuevos colonos radicales) fueron consideradas hostiles. En 1655 Fleetwood fue reemplazado con el conservador y más moderado Henry Cromwell, quien concilió a los antiguos colonos protestantes y permitió la cancelación de las más rigurosas leyes contra los católicos, como fue la prohibición de que vivieran en ciudades. Hacia el final del interregno, los generales parlamentarios Charles Coote y Richard Boyle, que a su vez fueron colonos ingleses establecidos en Irlanda antes de la guerra, ocuparon  las zonas más fuertes de la isla como preparativo a la restauración de la monarquía.